# Östergötlands runinskrifter 205-206
Östergötlands runinskrifter 205-206 är ett par bitar av en och samma runsten vid Viby kyrka i Viby socken och Mjölby kommun i Östergötland.

## Stenen
Den stenbit som finns kvar på välkänd plats idag är densamma som Brate i Östergötlands runinskrifter (1911) gav numret 205. Den är av grå granit och omfattar större delen av en komplett runsten och står placerad vid Viby kyrka. Det saknade toppstycket är nu försvunnet men var i Östergötlands runinskrifter listat som nummer 206. Det hade hittats 1904 vid Viby Källgård och hann avbildas på fotografi innan det försvann. Tidigt påtalades att fragmentet kunde tillhöra samma sten som den vid kyrkan, men trots detta valde alltså Brate att ge dem separata nummer. Senare har uppfattningen att delarna hör ihop blivit förhärskande.

## Inskriften
Texten lyder i translitteration, med understrykning tillagd för att markera vad som tillhör det försvunna toppstycket:  
* sigbiurg * resþi * sten * þonsi * uftiR * kunar * buta sin :
Normalisering: 
Sigbiorg ræisþi stæin þannsi æftiR Gunnar, bonda sinn.
Översättning:
Sigbjorg reste stenen efter Gunnar, sin man.